# Stanisław Gogacz
Stanisław Gogacz (ur. 1 listopada 1959 w Gniewoszowie) – polski polityk, prawnik, samorządowiec, w latach 2011–2012 przewodniczący Ruchu Odbudowy Polski, senator IV, VII, VIII, IX, X i XI kadencji.

## Życiorys
Syn Józefa i Marianny. W 1985 ukończył studia na Wydziale Prawa Kanonicznego Katolickiego Uniwersytetu Lubelskiego, a w 1990 także kurs doktorancki na Wydziale Nauk Społecznych KUL. W latach 1992–1993 był doradcą ds. społecznych w biurze poselskim Wojciecha Włodarczyka, od 1995 do 1997 w firmie telekomunikacyjnej. W wyborach parlamentarnych w 1993 bez powodzenia ubiegał się o mandat poselski z listy Koalicji dla Rzeczypospolitej. Od 1997 do 2001 zasiadał w Senacie IV kadencji z ramienia Ruchu Odbudowy Polski z województwa lubelskiego, bez powodzenia ubiegał się o reelekcję. W 2002 został wybrany na radnego sejmiku lubelskiego z ramienia Ligi Polskich Rodzin. Dwukrotnie w tej kadencji (od grudnia 2002 do stycznia 2003 i od maja 2005 do grudnia 2006) był wicemarszałkiem województwa.
W wyborach parlamentarnych w 2007 z ramienia Prawa i Sprawiedliwości po raz drugi uzyskał mandat senatorski, kandydując w okręgu lubelskim i otrzymując 148 299 głosów. Został członkiem Komisji Spraw Emigracji i Łączności z Polakami za Granicą oraz Komisji Ustawodawczej.
20 stycznia 2011 został drugim w historii przewodniczącym Ruchu Odbudowy Polski, zastępując Jana Olszewskiego. W wyborach parlamentarnych w 2011 został ponownie wybrany do Senatu z ramienia PiS w okręgu nr 14 (w ramach porozumienia PiS i ROP). 23 czerwca 2012 jego partia uległa samorozwiązaniu, a on sam przystąpił do Prawa i Sprawiedliwości.
W 2015 został ponownie wybrany na senatora, otrzymując 96 064 głosy. Również w wyborach w 2019 i 2023 z powodzeniem ubiegał się o senacką reelekcję, otrzymując odpowiednio 121 240 głosów oraz 118 844 głosy.